# Polana pod Wysoką (Tatry)

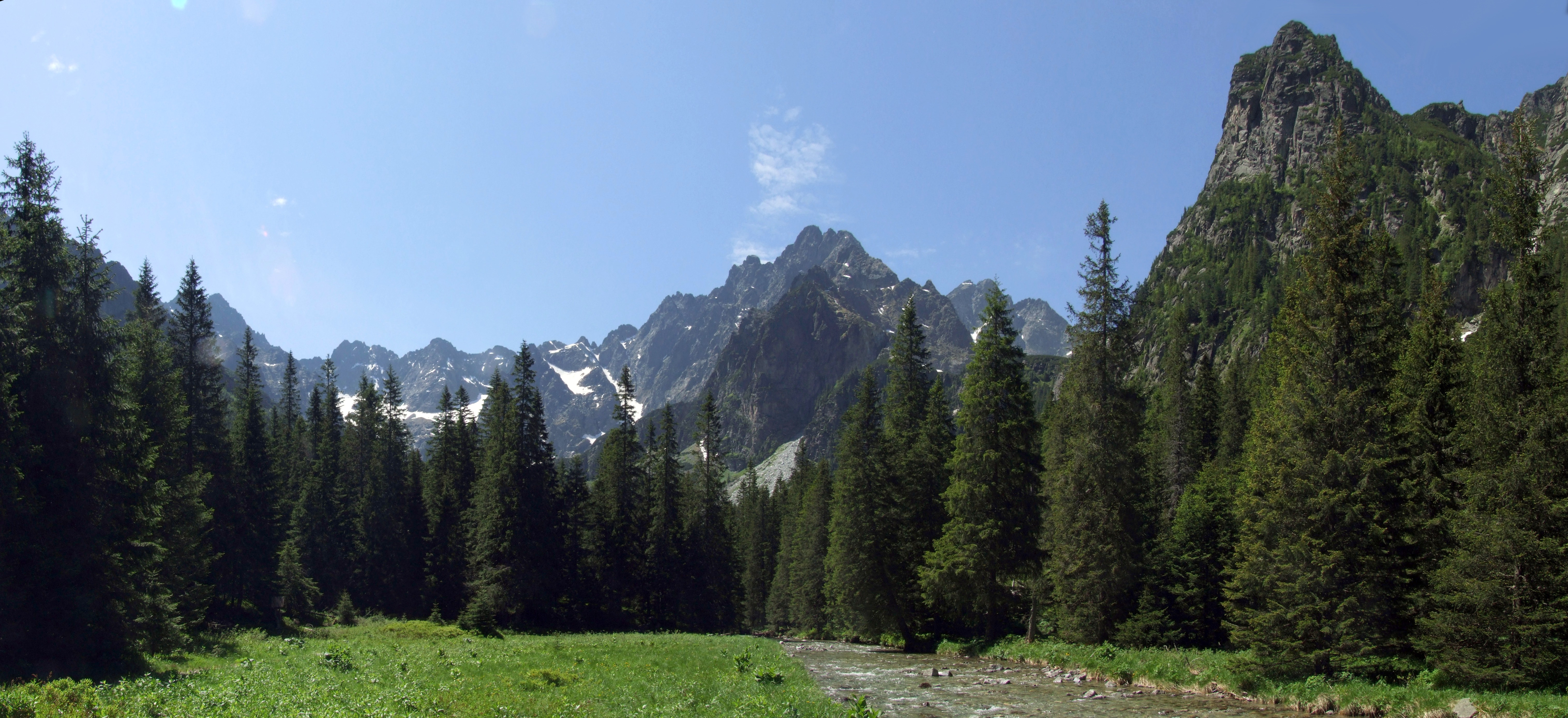
Panorama z Polany pod Wysoką

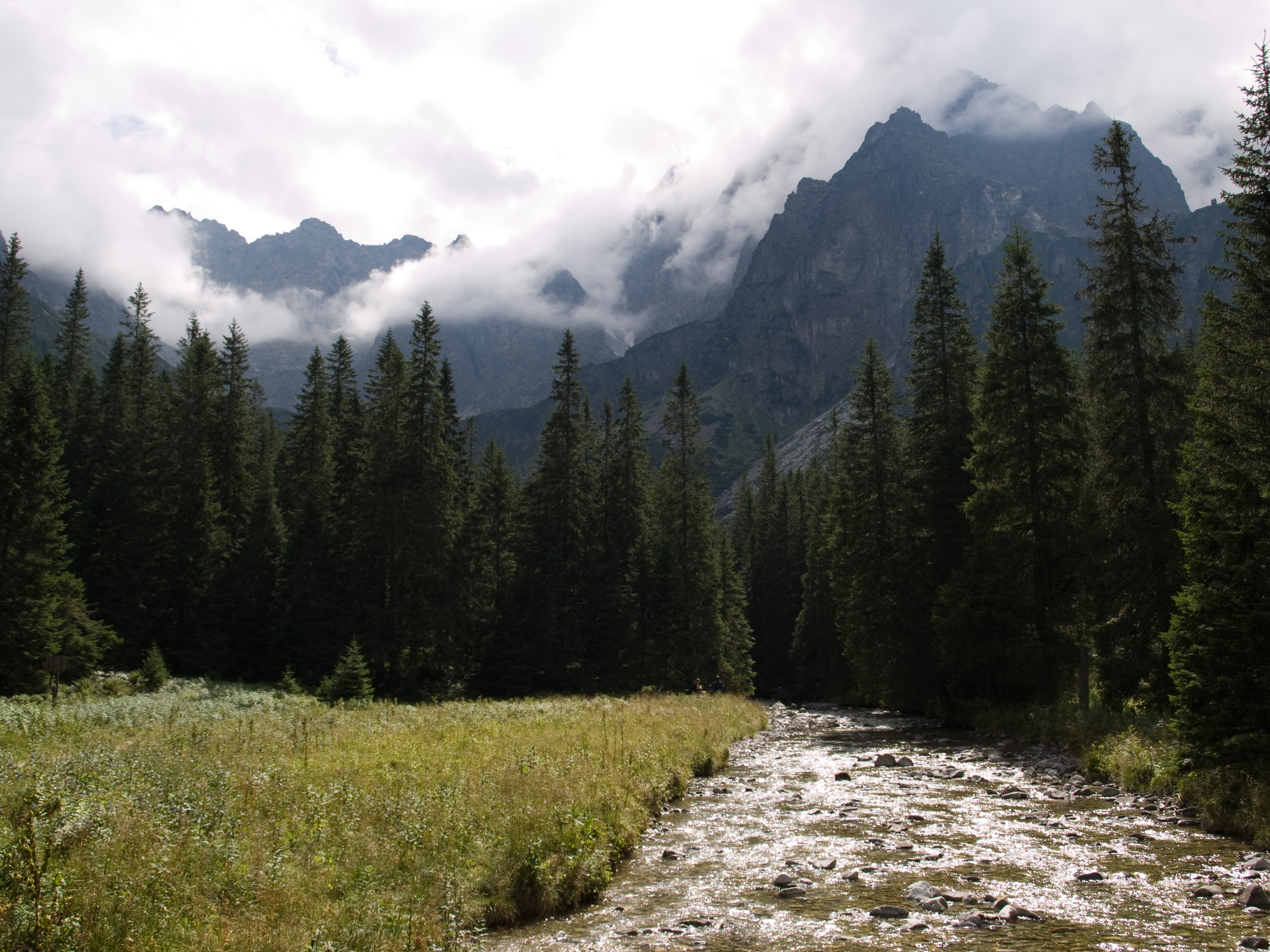
Polana pod Wysoką i Biała Woda

Polana pod Wysoką (słow. Poľana pod Vysokou, niem. Pod Visoka, węg. Pod Viszoka) – polana tatrzańska w Dolinie Białej Wody w słowackich Tatrach Wysokich. Położona jest na wysokości ok. 1310 m n.p.m., u podnóży Młynarza. Od północy zamknięta jest wałem moreny stadialnej o wysokości ok. 30 m. Leży na dnie zamknięcia żłobu polodowcowego Doliny Białej Wody.
Jest to niewielka śródleśna łąka (obecnie dosyć szybko zarasta lasem) z obozowiskiem taternickim TANAP, zajmująca nanosy rzeczne poniżej wylotów dolin: Ciężkiej i Świstowej. Polana jest miejscem uchodzenia czterech górnych odnóg Doliny Białej Wody – Doliny Ciężkiej, Kaczej, Litworowej i Świstowej, które opadają w jej kierunku wysokimi progami.

## Historia
Na Polanie pod Wysoką od dawna stały szałasy górali z Rzepisk, Łapsz i Jurgowa, ostatni został zlikwidowany w 1955 r. W roku 1877 ówczesny właściciel doliny Aladár Salamon zbudował tu domek dla turystów, który został przebudowany na gajówkę przez Christiana Hohenlohego (spłonęła w 1923 r.). Rok później  postawiono tu kolejne schronisko zwane schroniskiem na Polanie pod Wysoką, tym razem inicjatorem budowy był KČST. Schronisko służyło turystom bardzo krótko, ponieważ spłonęło w 1926 r. Obecnie na polanie (znacznie już zarośniętej lasem) znajduje się jedyne w słowackich Tatrach obozowisko taterników.
Polana była dogodnym miejscem do biwaków. Bywali tu m.in. Józef Stolarczyk i Karol Szymanowski. W latach 30. XX w. polana była bazą wypadową znanych taterników, takich jak Wiesław Stanisławski czy Stanisław Motyka.

## Szlaki turystyczne
– niebieski szlak z Łysej Polany wzdłuż Białki i Białej Wody do Doliny Litworowej, stamtąd do Kotła pod Polskim Grzebieniem i na Rohatkę.
- Czas przejścia z Łysej Polany do rozdroża pod Polskim Grzebieniem: 4:55 h, ↓ 4:25 h
- Czas przejścia od rozdroża na Rohatkę: 45 min, ↓ 35 min